# Commiphora aprevalii
Commiphora aprevalii is een soort uit de familie Burseraceae. Het is een kleine bladverliezende succulente boom die een groeihoogte van 12 meter kan bereiken. De boom heeft een groene tot grijze papierachtige afbladderende bast. De bladeren zijn veervormig en tot 20 centimeter lang. De soort staat op de Rode Lijst van de IUCN geklasseerd als 'niet bedreigd'.
De soort komt voor in het zuid-centrale en zuidelijke deel van het eiland Madagaskar. Hij groeit daar in droge bossen. 
De soort is vernoemd naar de Franse botanische illustrator André Revillon d'Apreval.
... 
C. africana · 
C. caudata · 
C. gileadensis · 
C.  guidottii · 
C. kataf · 
C. myrrha · 
C. simplicifolia · 
C. wightii · 
C. wildii
...